# Ектоплазма (містика)

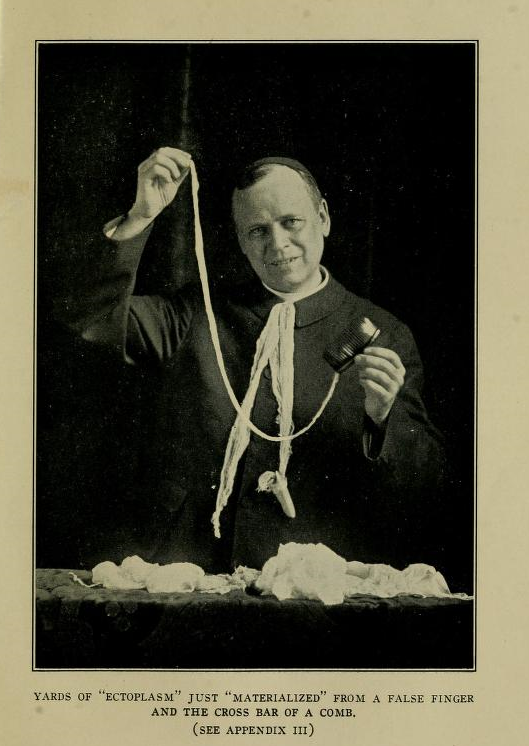
Фокусник Карлос Марія де Ередіа демонструє ектоплазму, 1922 р.

Ектоплазма (від грецького ektos «зовні» та plasma «щось сформоване або відформоване» — щось, «що формується ззовні») — в окультизмі та парапсихології — в'язка, переважно світла субстанція загадкового походження, яка нібито виділяється організмом медіума та утворює фантомні об'єкти.
Сучасна наука заперечує існування ектоплазми. Скептики вказують на те, що значна частина повідомлень, які стосувалися появи цієї субстанції, стосується сеансів XIX століття, що проводилися без дотримання мінімальних умов контролю з боку незалежних спостерігачів. Пізніше, коли методи контролю посилилися, стали з'являтися і повідомлення про численні спіритичні містифікації, в тому числі пов'язані з появою ектоплазми.

## Термінологія
Термін ектоплазма (від грец. εκτός — «зовні» + πλάσμα — «творіння», «сутність») популяризував французький учений, лауреат Нобелівської премії Шарль Ріше близько 1894 року. У своїй книзі «Тридцять років психічних досліджень» він детально описав свої зустрічі з Евзапією Палладіно, однією з найвідоміших медіумів кінця XIX та початку XX століть: «понад тридцять дуже скептично налаштованих вчених були переконані після тривалих оглядів, що з її тіла походять матеріальні форми, що мають вигляд життя, які я описав би […] під назвою ектоплазми».
Термін має синоніми: психоплазма, телеплазма (ектоплазма, що впливає на об'єкти вдалині від тіла медіума) й ідеоплазма (речовина, за допомогою якої медіум відтворює в просторі власну подобу).
Ектоплазмою в цитології називається рідкий вміст клітини, щільніший за ендоплазму.

## Прояви
Ектоплазма описується як таємнича, зазвичай світлого кольору, в'язка субстанція, яка виділяється з тіла медіума в трансі. Вона набуває форми частин тіла чи всього тіла, які переміщують предмети й торкаються глядачів. Переважно її видно тільки в напівтемряві. Ектоплазма також нібито накопичується під об'єктами, спричиняючи їхню левітацію. Наприкінці сеансу ектоплазма зникає, начебто повертаючись у тіло медіума чи розпадається під дією світла. Іноді їй приписується сильний запах і світіння.
Деякі вчені XIX ст. (лікар та психіатр Альберт Фрайгер фон Шренк-Нотцінг, ембріолог Ганс Дріш, фізик Едмунд Едвард Фурньє д'Альбе та Майкл Фарадей) вважали ектоплазму реальною, оскільки було виявлено драглисту «плазму» рослинних і тваринних клітин. У реальність ектоплазми вірив Артур Конан Дойл. Зазвичай для фальшування ектоплазми використовувалася бавовна, тканина та яєчні білки. Також могли застосовуватися нутрощі тварин, такі, як кишки.

## У масовій культурі
Фільм «Мисливці на привидів» (1984) популяризував термін «ектоплазма» поза наукою; в ньому з ектоплазми складаються привиди.

## Галерея

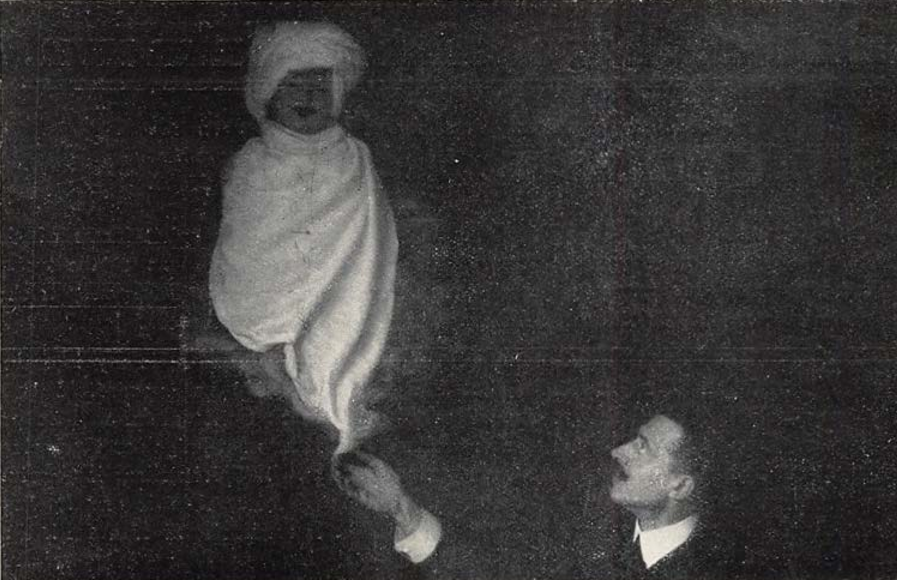
Фокусник Вільям Мерріот і «матеріалізація» ним духа, 1910 р.
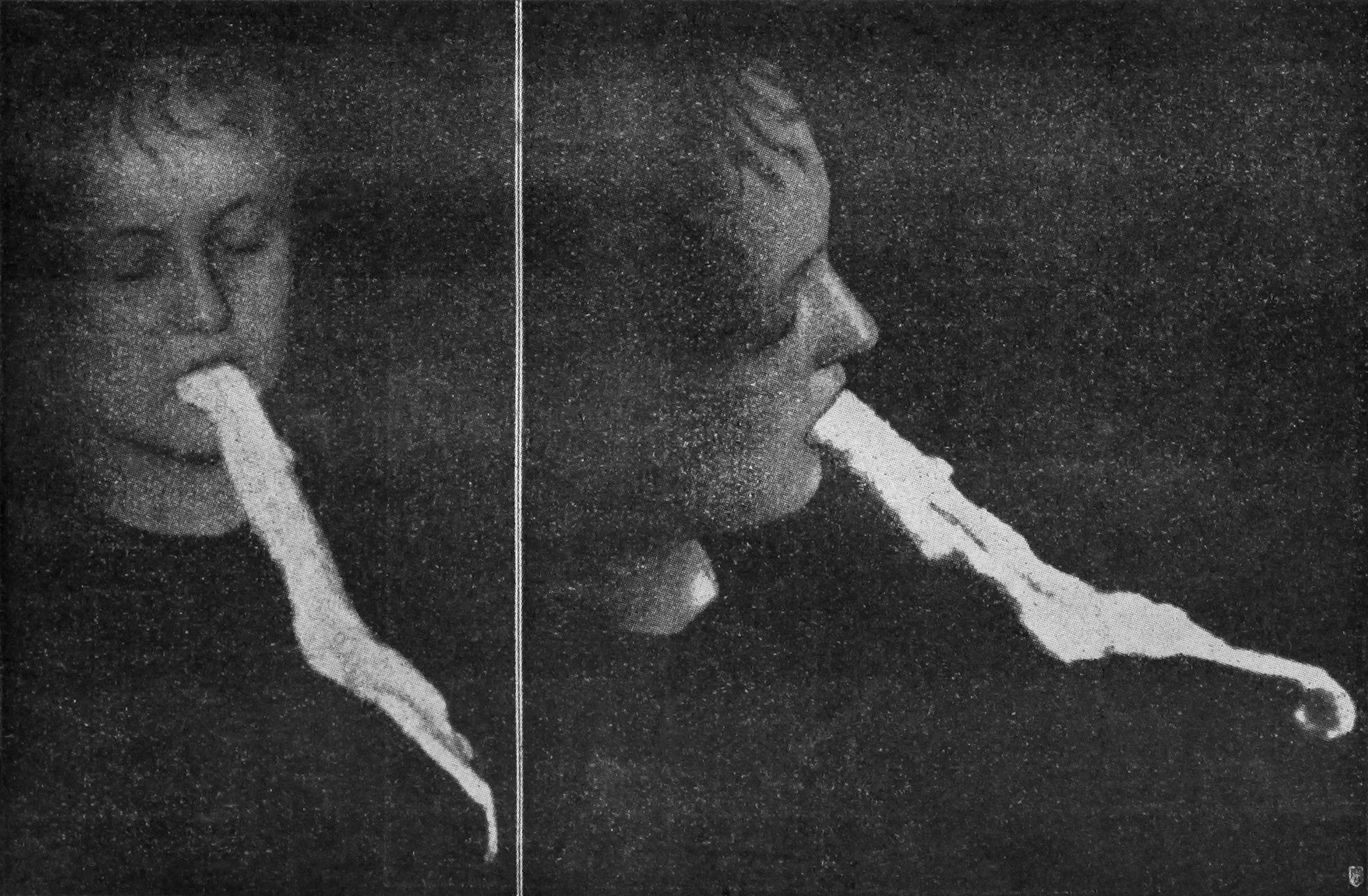
Медіум Станіслава Попєльська, з рота якої «виділяється» ектоплазма, 1920 р.
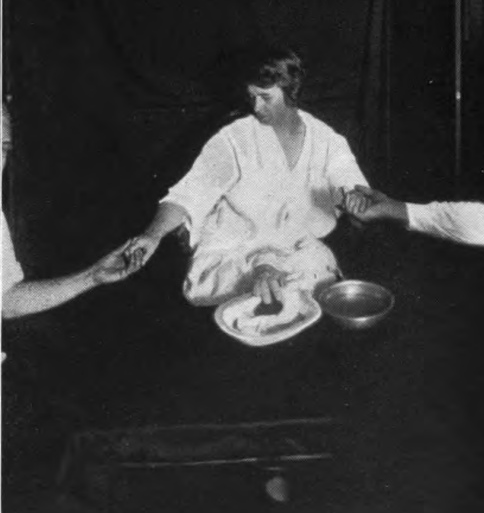
Медіум Міна Крендон і «матеріалізована» рука, 1930 р.
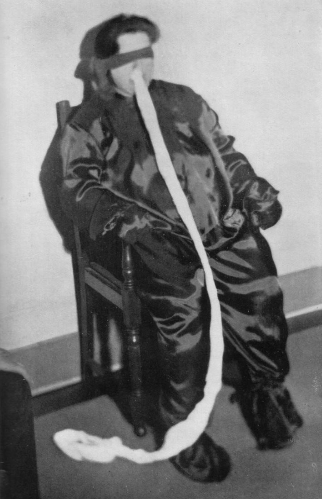
Медіус Гелен Дункан «виділяє» ектоплазму, 1931 р.
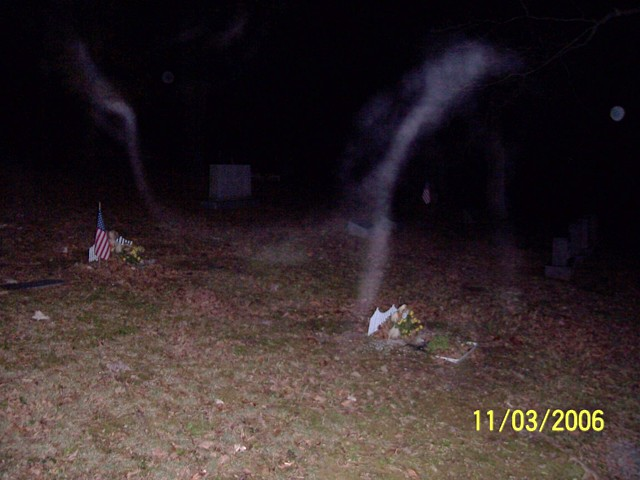
«Ектоплазма» над могилами, 2006 р.